# Тімаріоти
Тімаріоти, Тімарли (тур. timarlı) — нерегулярне кавалерійське ополчення, збиране військовими властями Османської імперії з власників земельних наділів — тімарів. Тімаріоти були зобов'язані служити в діючій армії (під час походів), а також брати участь в каральних акціях проти виступів і злочинності, за що в мирний час отримували дохід зі свого тімару.

## Історія
Система тімарів успадкувала багато рис візантійської прони і з'явилася за султана Орхана I (1326—1359), що нагороджував пожалуваннями воїнів, що відзначилися.
Тімаріоти зберігали своє військове значення до середини 17 століття, але їх титули були скасовані набагато пізніше. Об'єднувалися в полки (тур. alay) і дивізії (санджаки, дослівно — прапори). Загальне керівництво армією здійснював бейлербей.
За переписом 1525 тімаріотами значилися 37 818 осіб.